# Asquamiceps velaris
Asquamiceps velaris är en fiskart som beskrevs av Zugmayer, 1911. Asquamiceps velaris ingår i släktet Asquamiceps och familjen Alepocephalidae. Inga underarter finns listade.

## Bildgalleri

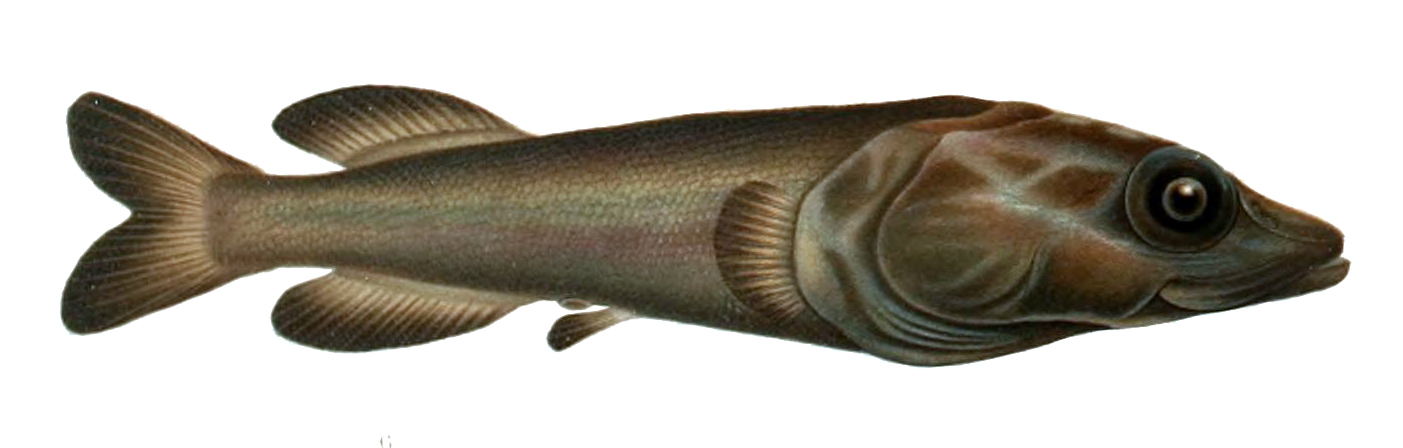